# A. 메릿
A. 메릿(A. Merritt, 본명: 에이브러햄 그레이스 메릿, Abraham Grace Merritt, 1884년 1월 20일 ~ 1943년 8월 21일)은 미국의 일요 잡지 편집자이자 판타지 소설 작가였다.
SF·판타지 명예의 전당은 1999년에 그를 명예의 전당에 헌액했다. 그는 사망한 두 명의 작가와 생존한 두 명의 작가로 구성된 네 번째 명예의 전당 회원이다.